# أولاف لودفيغ
أولاف لودفيغ مواليد 13 أبريل 1960 في غيرا (بالألمانية: Gera) ألمانيا، هو دراج ألماني سابق في صنف سباق الدراجات على الطريق. سبق أن شارك في دورة الألعاب الأولمبية الصيفية وفاز بميدالية أولمبية.

## سباقات أو مراحل فاز بها
- طواف فرنسا
- بطولة العالم لسباق الدراجات على الطريق
- طواف سويسرا

## الميداليات
| الميدالية | المسابقة                       |
| --------- | ------------------------------ |
| ذهبية     | الألعاب الأولمبية الصيفية 1988 |
| فضية      | الألعاب الأولمبية الصيفية 1980 |

## روابط خارجية
- أولاف لودفيغ على موقع أرشيف الدراجات (الإنجليزية)
- أولاف لودفيغ على موقع إحصائيات الدراجات الإحترافية (الإنجليزية)
- أولاف لودفيغ على موقع CycleBase (الإنجليزية)
- أولاف لودفيغ على موقع أوليمبيديا (الإنجليزية)
- cycling4fans